# Ramón Danzós Palomino
Ramón Danzós Palomino (Bacadéhuachi, Sonora, 15 de octubre de 1918 – Ciudad de México, 18 de febrero de 2002) fue un activista comunista y un político mexicano. 
Durante su juventud Danzós se adhirió al Partido Comunista Mexicano, logrando ser uno de sus fundadores y desde 1935 tomó parte en acciones a favor de los derechos de los campesinos. Nació en Bacadéhuachi, Sonora, en 1918. Luchó durante las campañas sociales del líder ferrocarrilero Valentín Campa y de Arnoldo Martínez Verdugo. Fundó la Central Campesina Independiente, y defendió los derechos de los indígenas y campesinos del sureste de México y a quienes se les había prometido las facilidades para adquirir tierras después de la Revolución mexicana. Entre 1943 y 1973, fue encarcelado siete veces por motivos políticos en los años de 1943, 1949, 1956, 1958, de 1967 al 68 y en 1973, en Atlixco, Puebla, siendo la lucha agraria su delito. 
En 1958 fundó el Frente Electoral del Pueblo (FEP), tratando de que a éste se le reconociera como a un partido político; sin embargo, el gobierno mexicano se rehusó. En 1962 fue candidato a gobernador de su natal estado de Sonora, logrando el 0.21% total de los votos. En 1964, fue postulado por el Frente Electoral del Pueblo como candidato Independiente a la Presidencia de México.
Durante 1965 y 1975 fue secretario general de la Central Campesina Independiente hasta que por diferencias ideológicas con Alfonso Garzón Santibáñez y Arturo Orona dejó la dirección. A su salida junto con otros miembros fundó la Central Independiente de Obreros, Agrícolas y Campesinos. Con la legalización del Partido Comunista Mexicano en 1979 estuvo en la Cámara de Diputados en 1985 y después con el Partido Socialista Unificado de México, sucesor del PCM.
Danzós fue uno de los fundadores del Partido Mexicano Socialista en 1987 y del Partido de la Revolución Democrática en 1989. En 1991 volvió a tratar ser gobernador de Sonora por este último partido, sin lograr la gobernatura y sólo alcanzando el 2.7% de los votos. Murió el 18 de febrero de 2002 a los 84 años a causa de un infarto.